# 姿态指引仪

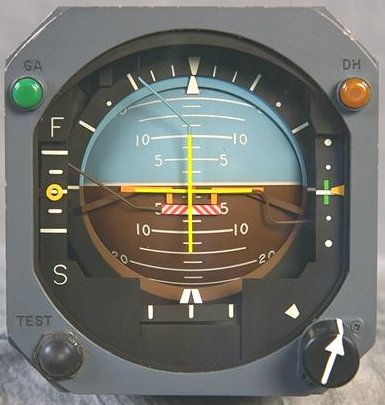
姿态指引仪具有集成的定位和下滑道以及飞行指引指标，包括下方的棕色表示地球，上方的蓝色表示天空，机翼水平线与地平线。此图中为下降姿态。

姿态指引仪（英語：attitude indicator，缩写AI），也称姿态指示器、陀螺地平仪（gyro horizon）、人工地平仪（artificial horizon）、姿态方位仪、姿态指引指示器（attitude director indicator，ADI，限于有飞行指引器的情况），是飞机上向飞行员报告飞机相对于地平线姿态的一种飛行儀表。它示明飞机的俯仰（前后倾斜）和偏转（向一侧倾斜）状况，是飞机在仪表气象条件下飞行的主要工具。